# یواس‌اس چیمو (ای‌سی‌ام-۱)
یواس‌اس چیمو (ای‌سی‌ام-۱) (به انگلیسی: USS Chimo (ACM-1)) یک کشتی بود که طول آن ۱۸۸ فوت ۲ اینچ (۵۷٫۳۵ متر) بود. این کشتی در سال ۱۹۴۳ ساخته شد.